# Вудбери (Пенсилванија)
Вудбери (енгл. Woodbury) град је у америчкој савезној држави Пенсилванија.

## Демографија
По попису из 2010. године број становника је 284, што је 15 (5,6%) становника више него 2000. године.
| Група             | 2000.       | 2010.       |
| Белци             | 266 (98,9%) | 273 (96,1%) |
| Афроамериканци    | 0 (0,0%)    | 0 (0,0%)    |
| Азијати           | 0 (0,0%)    | 0 (0,0%)    |
| Хиспаноамериканци | 0 (0,0%)    | 7 (2,5%)    |
| Укупно            | 269         | 284         |